# Ancylotrypa fodiens
Espèce
Synonymes
- Bolostromus fodiens Thorell, 1899

Ancylotrypa fodiens est une espèce d'araignées mygalomorphes de la famille des Cyrtaucheniidae.

## Distribution
Cette espèce est endémique du Cameroun.

## Publication originale
- Thorell, 1899 : Araneae Camerunenses (Africae occidentalis) quas anno 1891 collegerunt Cel. Dr Y. Sjöstedt aliique. Bihang till Kongliga Svenska vetenskaps-akademiens  handlingar, vol. 25, no 1, p. 1-105.